# Remoiville
Remoiville település Franciaországban, Meuse megyében. Lakosainak száma 130 fő (2022. január 1.). Remoiville Brandeville, Bréhéville, Delut, Iré-le-Sec, Jametz, Louppy-sur-Loison és Marville községekkel határos.

## Népesség
A település népessége az elmúlt években az alábbi módon változott:
| Lakosok száma | 157  | 138  | 140  | 154  | 140  | 134  | 134  | 134  | 133  | 130  |
|               | 1968 | 1982 | 1990 | 2006 | 2013 | 2015 | 2017 | 2019 | 2020 | 2022 |